# Product Hunt
Продакт Хант (англ. Product Hunt) — вебсайт, який дозволяє користувачам ділитись і знаходити нові продукти. Його створив Раян Гувер у листопаді 2013 року за підтримки Y Combinator. Користувачі розміщують свої продукти на сайті в формі щоденного списку. На сайті також працює система коментарів та голосування як на сайтах Hacker News чи Reddit. Продукти, що отримали найбільше балів протягом дня піднімаються вгору денного списку.
Є чотири основні категорії:
- технологічні продукти (інтернет додатки, мобільні додатки та апаратне забезпечення тощо)
- ігри (для ПК, інтернету, мобільних пристроїв)
- книги
- подкасти.

Починаючи з липня 2014 року додавати продукти можуть зареєстровані учасники. Щоб додати продукт необхідно тільки вказати назву, електронну адресу, мітку. Коментарі до продуктів додають тільки учасники з вибраної групи після підтвердження.
Сайт також здійснює щоденну розсилку з найпопулярніших продуктів минулого дня, а також їх вибраної колекції. Подібна розсилка-дайджест здійснюється з популярними іграми та книжками.
Продакт Хант має версію для iOS, macOS та додаток для Google Chrome.
У листопаді 2016 року компанія AngelList придбала Продакт Хант за 20 млн дол.